# Stadtburg Banská Bystrica

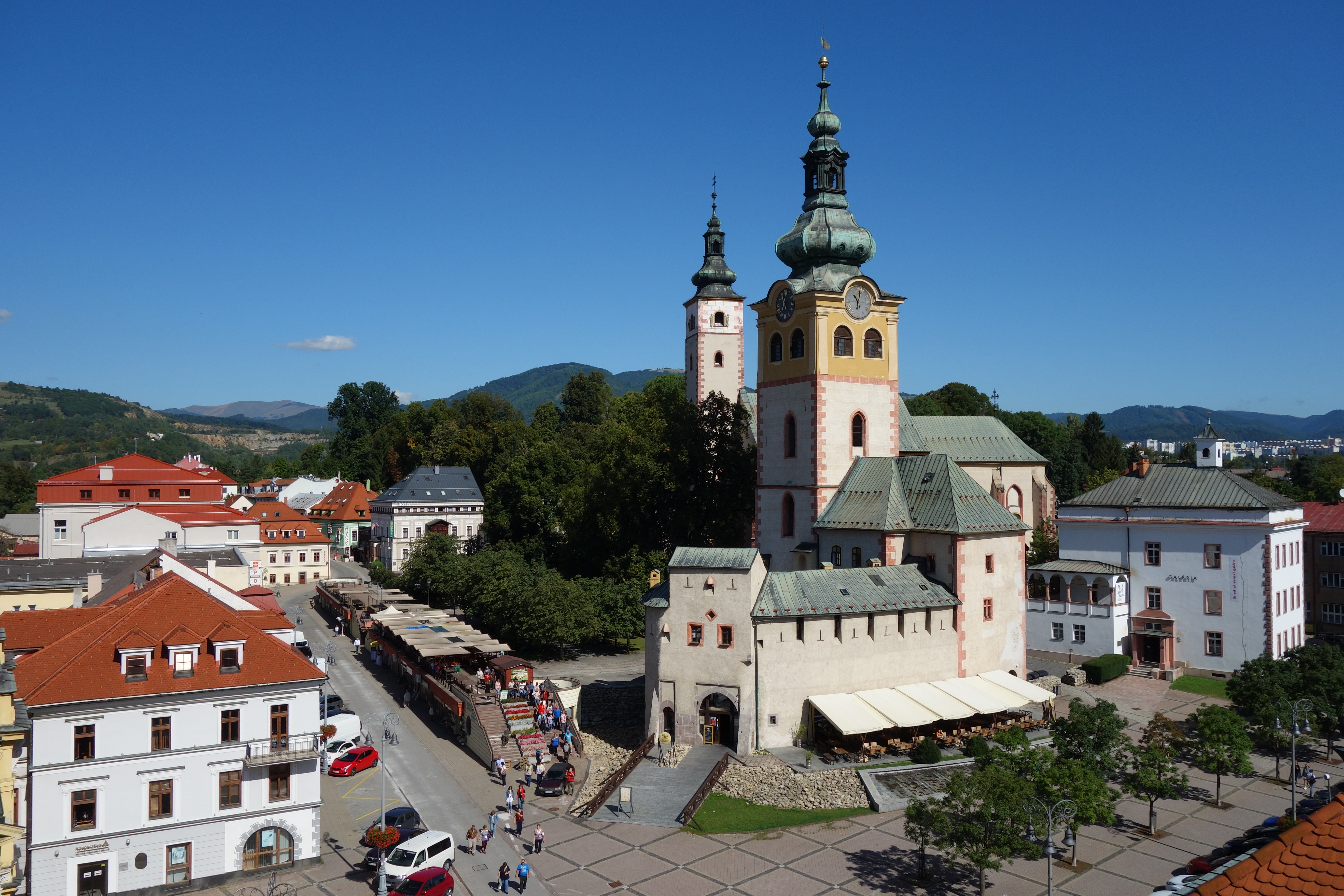
Blick auf die Stadtburg und den davorliegenden Platz

Die Stadtburg Banská Bystrica gehört zum historischen Kern der Stadt Banská Bystrica in der Slowakei. Sie befindet sich im oberen Teil des Zentralplatzes. 

## Geschichte
Die Burg entstand neben der ursprünglichen Bergmannssiedlung. Sie sollte die Gewinne aus Abbau von Erzen und die königliche Schatzkammer schützen. Die einzelnen Gebäude wurden durch eine Befestigung ummauert. 
Das Burgareal besteht vor allem aus:
- der Pfarrkirche der Jungfrau Maria
- dem Matthias-Haus (slowakisch Matejov dom)
- der Slowakischen Kirche
- dem Rathaus
- dem Pfarrhaus
- der Befestigung mit Bastionen und Eingangstor mit einer Barbakane

### Marienkirche
Das älteste Gebäude der Burg ist die spätromanische Pfarrkirche der Jungfrau Maria aus der zweiten Hälfte des 13. Jahrhunderts. Die Kirche wurde zum Zentrum der neuen Festung. Ursprünglich war sie von einem Friedhof umgeben. 
Im 16. Jahrhundert wurde die Kirche umgebaut. Das dokumentieren auch das erhaltene Oratorium mit einem gotischen Kreuzgewölbe, die Seitenkapelle der Heiligen Barbara, der spätgotische Flügelaltar' von Meister Paul aus Leutschau und eine spätgotische bronzene Taufschale von Meister Jodok. Das Interieur der Kirche war damals sehr wertvoll. Den Hauptaltar verfertigte Meister Paul aus Leutschau und er sollte monumentaler als der Altar in Levoča/Leutschau werden, wurde aber durch einen Brand 1761 zerstört. 1767 wurde er durch einen barocken Altar mit Gemälden von dem österreichischen Maler J. L. Kracker ersetzt.

### Befestigung
Die Bürger ließen sich von der Burg Kremnica inspirieren und bauten im letzten Drittel des 15. Jahrhunderts eine Steinbefestigung um die Pfarrkirche. Die Befestigung war eine hohe Steinmauer mit kreisförmigen Bastionen. 1512 wurde das Eingangstor mit Barbakanen fertig gebaut. Man konnte durch zwei Eingänge hineingehen: ein Eingang war für Fußgänger, der andere für Fuhrwerke bestimmt. Die Befestigung schützte das Areal vor allem während der Aufstände der Bergleute im 16. Jahrhundert.

### Rathaus
Das Rathaus wurde 1500 erbaut. Im zweiten Drittel des 16. Jahrhunderts umgebaut. 1546 wurde es wesentlich erweitert. 1564 bis 1565 wurde die Fassade und die Loggia von Meister Peregrinus umgebaut, vollendet wurden die Umbauten mit einer Dachkrönung im Renaissancestil. Heute sind in dem Gebäude die Ausstellungsräume der Mittelslowakischen Galerie untergebracht.

### Slowakische Kirche mit dem Matthias-Haus
Die Bürger bauten hier auch andere Gebäude. Das gotische Haus des Königs Matthias (auch Matthias-Haus genannt) von 1479 bildet mit der Bergknappenbastei und der 1492 entstandenen Kirche des Heiligen Kreuzes (auch die Slowakische Kirche genannt) seit dem 16. Jahrhundert eine Einheit.

## Heutige Nutzung
Heute hat im ehemaligen Rathaus die Mittelslowakische Regionalgalerie ihren Sitz. Die Kirchen und das Matthias-Haus werden benutzt, der Turm mit dem Tor und der Barbakane werden nach der im Jahr 2006 beendeten Restaurierung zu repräsentativen Zwecken genutzt.